# Acropoma
Acropoma (Temminck e Schlegel, 1843) è un genere di pesci ossei marini appartenenti alla famiglia Acropomatidae.

## Distribuzione e habitat
Tutte le specie si trovano nell'Indo-Pacifico sia tropicale che temperato caldo. Sono pesci demersali che vivono su fondi mobili spesso a profondità piuttosto alte, talvolta oltre i 1000 metri.

## Descrizione
Sono pesci con un aspetto non particolarmente caratteristico, hanno occhi grandi e bocca abbastanza ampia. Le pinne dorsali sono due, la prima ha raggi spinosi. Pinna caudale biloba. Le scaglie sono grandi. Sono presenti uno o più fotofori nella regione ventrale. La taglia è medio piccola e non supera i 30 cm.

## Biologia
Poco nota.

### Alimentazione
A. japonicum si nutre prevalentemente di crostacei (copepodi, eufausiacei e gamberi).

## Pesca
Alcune specie si trovano sui mercati ittici asiatici.

## Tassonomia
Il genere conta 6 specie:
- Acropoma argentistigma
- Acropoma boholensis
- Acropoma hanedai
- Acropoma japonicum
- Acropoma lecorneti
- Acropoma profundum